# 克莱蒙堡 (米雷区)
克莱蒙堡（法語：Labastide-Clermont，法語發音：[labastid klɛʁmɔ̃]）是法国上加龙省的一个市镇，属于米雷区。

## 地理
克莱蒙堡（43°20'55"N, 1°7'16"E）面积14.58 平方千米，位于法国奧克西塔尼大區上加龙省，该省份为法国西南部内陆省份，西南端与西班牙接壤，自此顺时针与上比利牛斯省、热尔省、塔恩-加龙省、塔恩省、奥德省和阿列日省接壤。
与克莱蒙堡接壤的市镇（或旧市镇、城区）包括：萨韦尔、贝拉、布瓦德拉皮埃尔、格拉唐斯、洛蒂尼亚克、普伊德图日。
克莱蒙堡的时区为UTC+01:00、UTC+02:00（夏令时）。

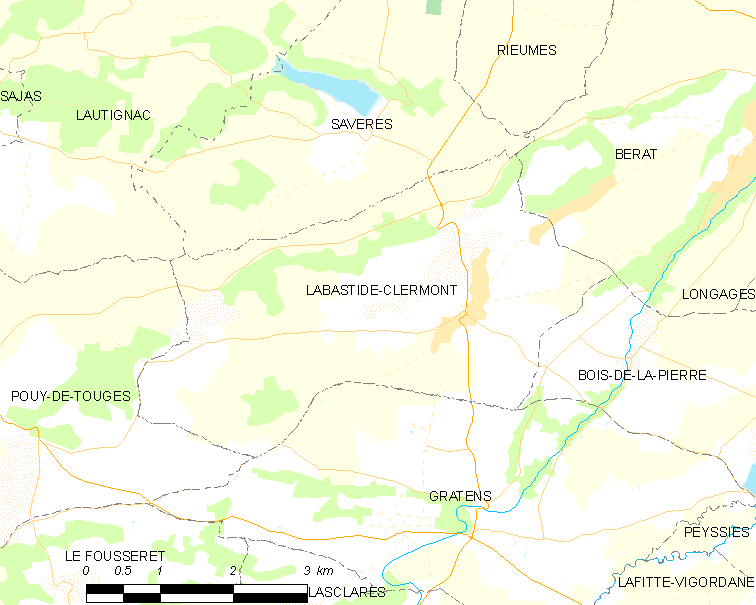
克莱蒙堡的OSM定位图

## 行政
克莱蒙堡的邮政编码为31370，INSEE市镇编码为31250。

## 政治
克莱蒙堡所属的省级选区为卡泽尔县。

## 人口

1962-2008年间克莱蒙堡人口变化图示

克莱蒙堡于2022年1月1日时的人口数量为682人。